# Muehlenbeckia tamnifolia
Muehlenbeckia tamnifolia (Kunth) Meisn. – gatunek rośliny z rodziny rdestowatych (Polygonaceae Juss.). Występuje naturalnie w neotropikach – między innymi w Meksyku, Gwatemali, Hondurasie, Kostaryce, Panamie, Kolumbii, Wenezueli, Ekwadorze, Peru, Boliwii oraz północnej Argentynie. 

## Morfologia
PokrójZrzucający liście krzew o pnących pędach.
LiścieBlaszka liściowa ma owalny kształt. Mierzy 5–9 cm długości, jest całobrzega, o sercowatej nasadzie i spiczastym wierzchołku.

## Biologia i ekologia
Rośnie w zaroślach. Występuje na wysokości do 2500 m n.p.m.

## Zmienność
W obrębie tego gatunku wyróżniono jedną odmianę:
- Muehlenbeckia tamnifolia var. quadrangulata (Endl.) Meisn.